# Don Flynn
Pour les articles homonymes, voir Flynn.
Don Flynn, né le 18 novembre 1928 à Saint-Louis, dans l'État du Missouri, est un écrivain américain, auteur de roman policier. Il a également travaillé comme scénariste pour la télévision.

## Biographie
Journaliste au New York Daily News, il a été consultant en dramaturgie pour des pièces jouées sur Broadway. Il a également signé des textes avec sa femme.
En 1983, il se lance dans le roman policier avec Les Pneus dans le plat (Murder Isn't Enough) où apparaît son héros récurrent, Edward Fitzgerald (Fitz Fitzgerald dans la version originale), un rédacteur du Daily Tribune de New York qui se passionne pour la littérature latine. Dans Meurtre sur l'Hudson (Murder on the Hudson, 1986), « un très bon récit à l'humour décapant, Edward est confronté à un subtil criminel qui, lors d'une croisière en bateau, a réussi à abattre un homme sans se faire prendre au milieu de plus d'un millier de personnes » et qui mène le héros, chargé de couvrir l'affaire, dans les coulisses du spectacle sur Broadway. Dans Redis-moi tes mensonges (Ordinary Murder, 1987), le récit, plus sombre, voit Fitzgerald sollicité par un ami, aussi patron d'un bar irlandais, pour enquêter sur la mort de son fils.
Don Flynn a également été scénariste pour la télévision pour les séries One Of the Boys et Brigade de nuit (Night Heat).

## Œuvre

### Romans

#### SérieEdward (Fitz) Fitzgerald
- Murder Isn't Enough (1983) Publié en français sous le titre Les Pneus dans le plat, traduction de France-Marie Watkins, Paris, Gallimard, Série noire no 1989, 1985
- Murder on the Hudson (1985) Publié en français sous le titre Meurtre sur l'Hudson, traduction de Paul Kinnet, Paris, Gallimard, Série noire no 2048, 1985
- Ordinary Murder (1987) Publié en français sous le titre Redis-moi tes mensonges, traduction de Noël Chassériau, Paris, Gallimard, Série noire no 2152, 1988
- Murder in A-Flat (1988)
- A Suitcase in Berlin (1989)
- A Brand X Murder (1999)

## Filmographie

### Comme scénariste

#### À la télévision
- 1982 : One Of the Boys
- 1985 - 1989 : Brigade de nuit (Night Heat).

## Sources
- Claude Mesplède, Dictionnaire des littératures policières, vol. 1 : A - I, Nantes, Joseph K, coll. « Temps noir », 2007, 1054 p. (ISBN 978-2-910-68644-4, OCLC 315873251), p. 758-759.